# La Fontaine de Jouvence (film)
Pour les articles homonymes, voir La Fontaine de Jouvence.
Pour plus de détails, voir Fiche technique et Distribution.
La Fontaine de Jouvence est un film muet français réalisé par Louis Feuillade et sorti en 1907.

## Fiche technique
- Réalisation : Louis Feuillade
- Date de sortie :
  - France : juillet 1907